# جزيرة الدكيلة (ميدي)

تعديل مصدري - تعديل

جزيرة الدكيلة هي إحدى جزر مديرية ميدي التابعة لمحافظة حجة.